# Donghu
För andra betydelser, se Donghu (olika betydelser).
Donghu är ett stadsdistrikt och säte för stadsfullmäktige i Nanchang i Jiangxi-provinsen i södra Kina.